# NGC 4166
NGC 4166 este o liner situată în constelația Părul Berenicei. A fost descoperită în 15 martie 1885 de către Ernst Wilhelm Tempel. Se află la o distanță de 101,48 megaparseci de Pământ.